# Calico (företag)
Calico LLC (California Life Company LLC) är ett amerikanskt bioteknikföretag som arbetar med att forska om förlängning av mänskligt liv, och åldersrelaterade sjukdomar. Företaget grundades 2013 av Google och Arthur D. Levinson och är ett dotterbolag till konglomeratet Alphabet Inc. sedan 2 oktober 2015. Calico drivs finansiellt från kapital från sitt moderbolag och Google medgav 2015 att man hade investerat mer än 730 miljoner dollar i företaget.
Den 3 september 2014 meddelade läkemedelsbolaget Abbvie Inc. och Google via Calico att man tillsammans skulle starta ett forskningsinstitut i San Francisco Bay Area och att båda två parter tillsammans skulle investera uppemot 1,5 miljarder dollar i projektet.